# Utopia
För andra betydelser, se Utopia (olika betydelser).
De optimo reipublicae statu deque nova insula Utopia, eller bara Utopia, är titeln på en samhällskritisk bok på latin av den engelske författaren Thomas More från omkring år 1516. 

## Titeln
Namnet Utopia har bildats av grekiskans οὐ ("inte") och τόπος ("plats") och kan förstås som "icke-plats", "oplats", "plats som inte finns" eller "ingenstans".
Det finns olika översättningar av bokens fulla titel, exempelvis:
- Om det bästa samhällsskicket och den nya ön Utopia[1]
- Om det bästa tillståndet i staten eller den nya ön Utopia[2]
- Om den bästa statsförfattningen och om den nya ön Utopia[3]

Svenska översättningar har utkommit med de kortare titlarna Utopia: om en välordnad stat (1930) och Utopia: landet ingenstans (1979, andra upplagan 2001, i översättning av Anders Piltz).

## Handling och innehåll
Den fiktiva ramberättelsen skildrar hur More under ett diplomatiskt uppdrag i Antwerpen möter den portugisiske skepparen och utforskaren Raphael Hythlodaeus. Skepparen hade deltagit i Amerigo Vespuccis expedition till den nya världen där han funnit ett rationellt och lyckligt samhälle vid namn Utopia. Hythlodaeus ska ha levt i detta samhälle i fem år. Beskrivningen av Utopia blir till en antites av dåtidens England, vilken även Hythlodaeus besökt och beskriver, och på detta sätt delas boken upp i två delar där den första behandlar den engelska staten, dess förhållande till kyrkan och dess sociala och ekonomiska problem, och den andra delen beskriver Utopia.
Landet Utopia är en republik på en ö i Väster där all egendom är gemensam. Invånarna, som kallas utopier, har alla arbete med en genomsnittlig arbetsdag på sex timmar per dag. Man tillämpar även arbetsrotation och under två år av sitt liv måste varje stadsbo arbeta i jordbruket. Medborgarna anser att de döda, så länge de blir ihågkomna, deltar i det vardagliga bestyren och de anser också att djuren har en evig själ, precis som människan, och därför ses jakt och slakt som något barbariskt. Där finns inga advokater och medborgarna behöver sällan delta i krig. Istället hyrs legoknektar in från de krigiska grannstaterna eller så mutar man sig ur problemet. Dessa tillfällen är de enda gånger då landet nyttjar pengar. För utopierna är freden ärofylld – inte kriget. Invånarna i landet betraktar folk som bär guld och ädelstenar som avvikande då dessa material inte används i landet eftersom de inte tjänar något praktiskt syfte. På samma sätt anses de som hånar andra som konstiga och avvikande.
Trots att det i Utopia, enligt More, var helt jämlikt så gällde denna jämlikhet främst de fria männen. Visserligen arbetar och utbildas kvinnorna precis som männen i ett hantverk, men kvinnorna ska samtidigt ta hand om hemmet och familjen. Trots det till synes fria samhället finns det slavar och krigsfångar också i Utopia.
Landet är uppdelat i 54 städer som ligger jämnt fördelade över hela ön. Dessa städer tillåts aldrig bli större än 6 000 hushåll. Dock är hushållen mycket stora och består av minst 40 vuxna personer där de flesta är nära släkt.
Boken var troligen menad som en kritik mot samtidens England, något som inte var helt ofarligt vid tiden. Ordet "Utopia" kan översättas till "Ingenstans" vilket både kan tolkas ironiskt (More var medveten om att den ideala staten inte existerar) och som att han ville undvika anklagelser om att det var ett allvarligt menat förslag, vilket hade kunnat orsaka problem för honom. Beskrivningen av livet i Utopia bär en hel del likheter med livet i ett cenobitiskt kloster. En annan inspirationskälla var just Amerigo Vespuccis resebeskrivningar från Nordamerika och dennes beskrivningar av Amerikas urinvånare: "De har ingen privategendom, allt är gemensamt. De lever utan konung, utan överhet, envar är sin egen herre."
Ordet "Utopia" har kommit att beteckna all fiktion som beskriver författarens teorier för hur ett bättre samhälle kan byggas. Även verkliga (försök till) perfekta samhällen kallas utopier.
Många sentida utopiska tänkare har låtit sig inspireras av Mores berättelse, exempelvis Marx och William Morris.